# USS Concord (CL-10)
Pour les autres navires du même nom, voir USS Concord.
L'USS Concord (CL-10) est un croiseur léger de classe Omaha construit pour l'United States Navy au début des années 1920. Il est le quatrième navire de l'US Navy à porter le nom de cette ville du Massachusetts.
Le Concord est mis sur cale aux chantiers de la compagnie William Cramp & Sons installés à Philadelphie le 29 mars 1920, il est lancé le 15 décembre 1921 et admis au service actif le 3 novembre 1923. 

## Historique

### Entre-deux-guerres
Une fois admis au service actif, le Concord effectua sa croisière de mise en condition du 23 novembre 1923 au 9 avril 1924 passant par la Méditerranée, franchissant le canal de Suez, le cap de Bonne Espérance avant de manœuvrer avec la flotte dans les Caraïbes puis de rentrer à Philadelphie. Une fois opérationnel, il devint le navire amiral des destroyers de la Scouting Fleet et participa ainsi à des exercices dans l'Atlantique, dans les Caraïbes mais également dans les eaux hawaïennes en 1924 et 1925. Il participa étalement à la revue navale présidentielle présidée par Calvin Coolidge le 4 juin 1927.
En 1932, il fut affecté à la Battle Force comme navire amiral de la 3e division de croiseurs avec pour base San Diego. Il effectua de nombreux exercices dans le Pacifique et dans les Caraïbes et participa à deux revues navales présidentielles présidées par Franklin Roosevelt les 30 septembre 1935 et 12 juillet 1938.
Après avoir passé l'hiver 1938/39 sur la côte est, il retourna dans le Pacifique et fut basé à partir du 1er avril 1940 à Pearl Harbor dans l'espoir de dissuader le Japon d'aller plus loin dans une fuite en avant qui allait conduire à la guerre dans cette partie du monde. 

### Seconde Guerre mondiale

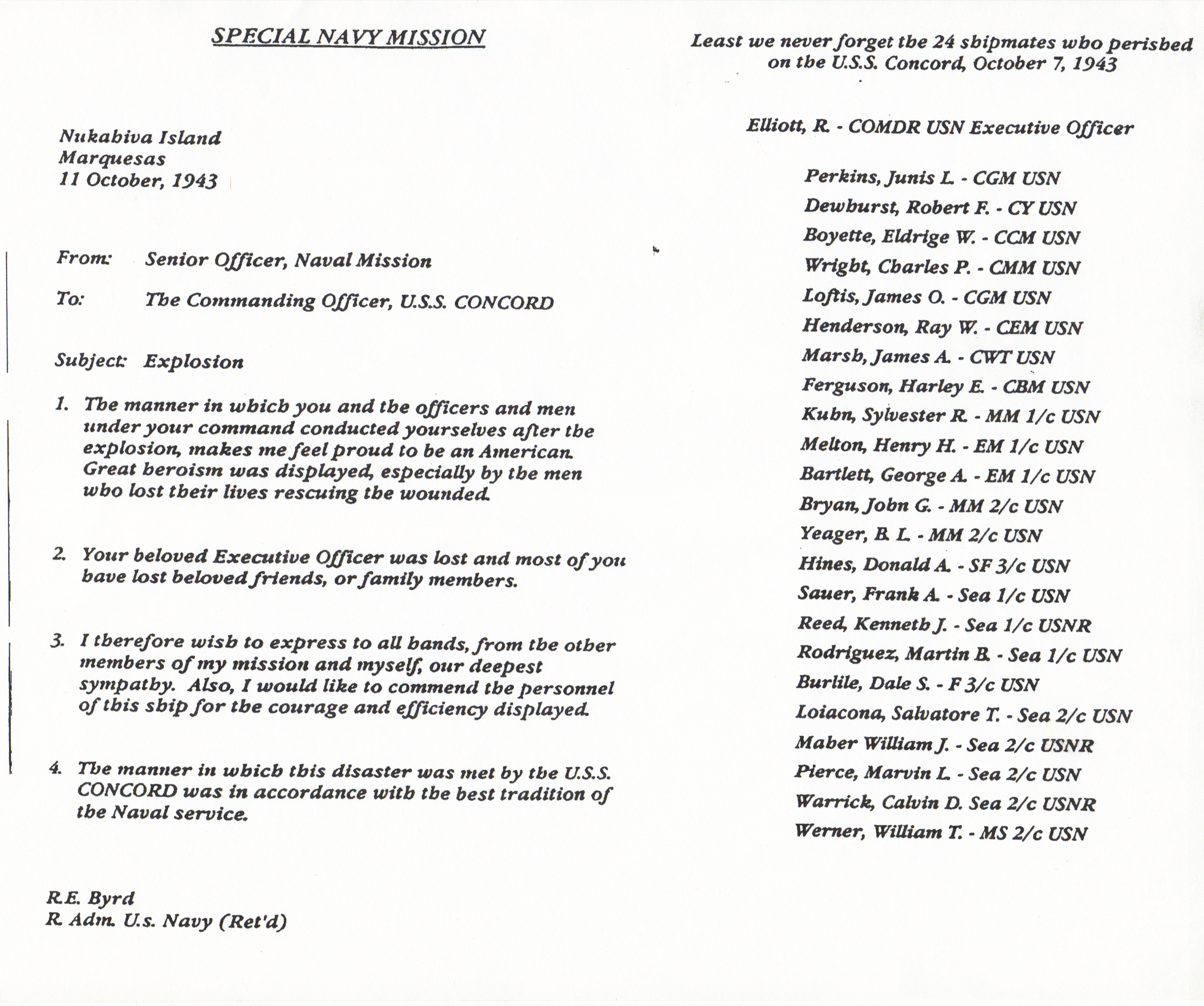
Lettre de l'amiral Byrd au commandant de l'USS Concord, commémorant la perte de 24 hommes lors d'une mission spéciale, en septembre-novembre 1943

Au moment de l'attaque sur Pearl Harbor le 7 décembre 1941, le Concord se trouvait à San Diego où il subissait un carénage qui s'acheva en février 1942. Affecté à la South West Pacific Area, il escorta des convois à Bora-Bora dans les îles de la Société, manœuvra dans la zone du canal de Panama et croisa au large de l'Amérique du Sud et des îles du Pacifique sud-est, servant un temps de navire amiral. 
Du 5 septembre au 24 novembre 1943, il embarqua le contre-amiral Richard E. Byrd pour une tournée d'inspection des îles qui pourraient accueillir des aérodromes aussi bien militaires que civils une fois la guerre terminée. Victime de l'explosion d'un réservoir de carburant aviation qui tua 22 hommes, dont son chef de direction, le navire dut gagner Balboa pour être réparé. Les réparations s'achevèrent en mars 1944 et le croiseur cingla vers l'Alaska, arrivant à Adak le 2 avril 1944 et devenant navire amiral de la TF 94. Il participa ainsi aux bombardements menés contre les Kouriles mais également les missions de chasse aux navires japonais présents encore sur zone, attaquant par exemple un convoi le 25 août 1944.
Le 31 août 1945, le Concord quitta Adak pour couvrir le débarquement des forces américaines à Ōminato qui se déroula du 8 au 14 septembre 1945 avant que le vénérable croiseur ne gagne Philadelphie via Pearl Harbor, le canal de Panama et Boston. Désarmé le 12 décembre 1945, il fut vendu à la démolition le 21 janvier 1947.

## Décorations
Le Concord a reçu une Battle star pour son service dans la Seconde Guerre mondiale.